# Джим Бъчър
Джим Бъчър (на английски: Jim Butcher) е американски писател на произведения в жанра фентъзи и фантастичен трилър. Най-известен е с поредицата си „Досиетата на Дрезден“ (The Dresden Files).

## Биография
Джим Бъчър е роден на 26 октомври 1971 г. Освен с писане, се занимава от дълги години с бойни изкуства. Живее в родния си град Индипендънс, Мисури заедно с жена си Шанън К. Бъчър – писателка на любовни романи, сина си и кучето пазач Ф. Д. М. Бъчър.
Джим Бъчър е изключително популярен писател, често заемал първото място в листата с бестселъри на „Ню Йорк Таймс“. Известен е с поредиците си съвременно фентъзи „Досиетата на Дрезден“ и класическо фентъзи „Кодексът Алера“. По „Досиетата на Дрезден“ е създаден едноименен ТВ сериал (с продуцент Никълъс Кейдж).

### Досиетата на Дрезден (The Dresden Files)
| Година | Заглавие в оригинал | Заглавие на български | Издания на български       | Бележки |
| ------ | ------------------- | --------------------- | -------------------------- | ------- |
| 2000   | Storm Front         | Буреносен фронт       | 2012 – изд.: ИК „Колибри“. |         |
| 2001   | Fool Moon           | Безумна луна          | 2013 – изд.: „Колибри“.    |         |
| 2001   | Grave Peril         | Смъртоносна опасност  | 2014 – изд.: „Колибри“.    |         |
| 2002   | Summer Knight       | Летният рицар         | 2014 – изд.: „Колибри“.    |         |
| 2003   | Death Masks         |                       |                            |         |
| 2004   | Blood Rites         |                       |                            |         |
| 2005   | Dead Beat           |                       |                            |         |
| 2006   | Proven Guilty       |                       |                            |         |
| 2007   | White Night         |                       |                            |         |
| 2008   | Small Favor         |                       |                            |         |
| 2009   | Turn Coat           |                       |                            |         |
| 2010   | Changes             |                       |                            |         |
| 2011   | Ghost Story         |                       |                            |         |
| 2012   | Cold Days           |                       |                            |         |
| 2014   | Skin Game           |                       |                            |         |
|        | Peace Talks         |                       |                            |         |

### Кодексът на Алера (Codex Alera)
| Година | Заглавие в оригинал | Заглавие на български  | Издания на български           | Бележки                |
| ------ | ------------------- | ---------------------- | ------------------------------ | ---------------------- |
| 2004   | Furies of Calderon  | Фуриите на Калдерон    | 2013 – Издателство: „Колибри“. |                        |
| 2005   | Academ's Fury       | Фурията на академа     | 2014 – Издателство: „Колибри“. |                        |
| 2006   | Cursor's Fury       | Фурията на курсора     | 2020 – Читанка (фен превод)    | прев. Пламен Панайотов |
| 2007   | Captain's Fury      | Фурията на капитана    | 2020 – Читанка (фен превод)    | прев. Пламен Панайотов |
| 2008   | Princeps' Fury      | Фурията на принцепса   | 2020 – Читанка (фен превод)    | прев. Пламен Панайотов |
| 2009   | First Lord's Fury   | Фурията на Първия лорд | 2021 – Читанка (фен превод)    | прев. Пламен Панайотов |

### Други романи
- 2006 – The Darkest Hours